# فريدريك هوت
فريدريك هاث (بالألمانية: Frederick Huth)‏ هو مصرفي ألماني، ولد في 1777 في Harsefeld ‏ في ألمانيا، وتوفي في 1864.